# Дзьобак багрянокрилий
Дзьоба́к багрянокрилий (Chrysocolaptes stricklandi) — вид дятлоподібних птахів родини дятлових (Picidae). Ендемік Шрі-Ланки. Вид названий на честь британського орнітолога Г'ю Едвіна Стрікланда. Раніше вважався конспецифічним з великим дзьобаком, однак був визнаний окремим видом.

## Опис

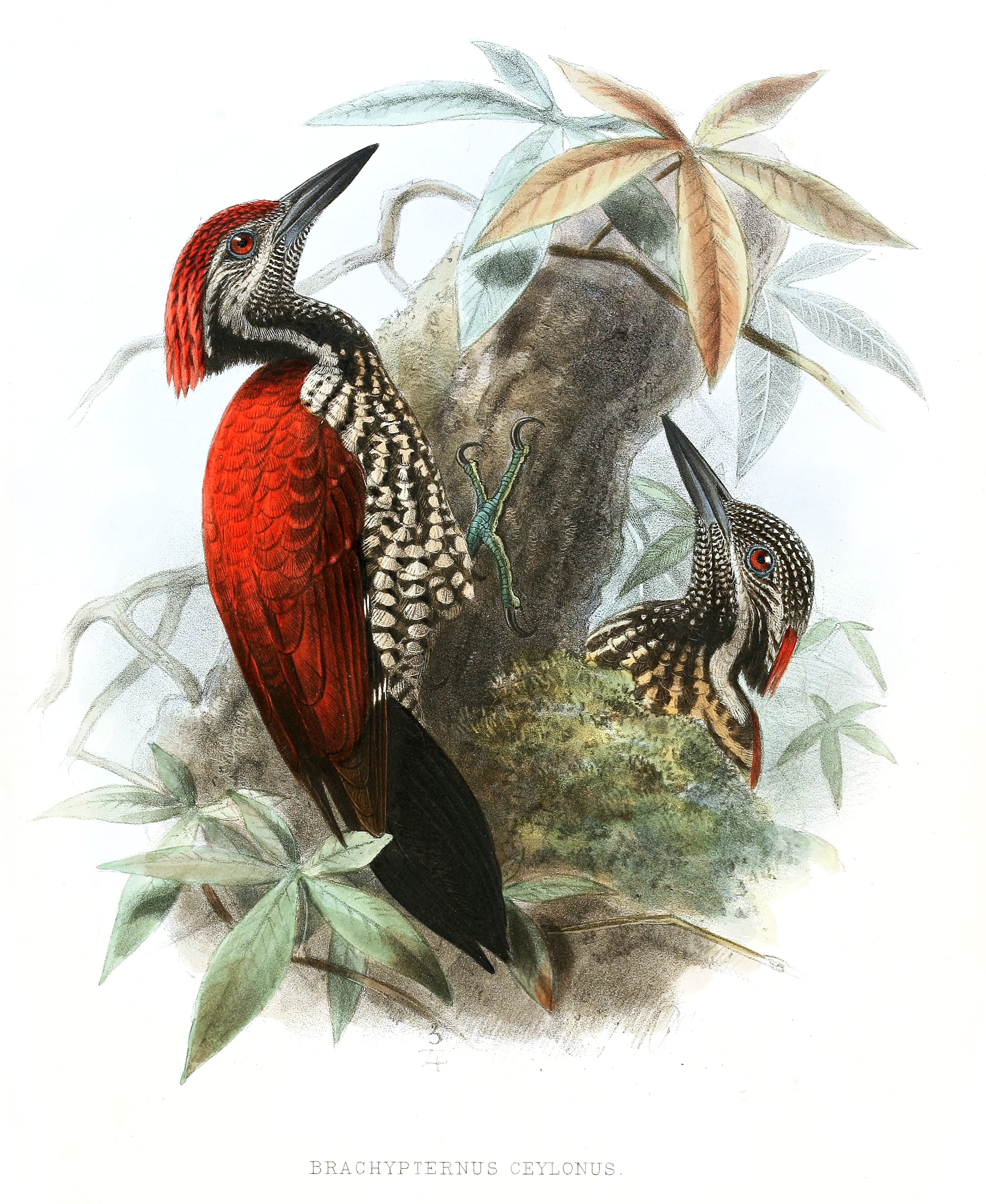
Багрянокрилі дзьобаки

Довжина птаха становить 29–30 см. Верхня частина тіла рівномірно темно-червона. Голова з боків і шия чорні, нижня частина тіла чорна, сильно поцяткована білими плямами, над очима вузькі білі "брови". слабо виражені у самиць. Райдужки білуваті, дзьоб блідо-сірий.

## Поширення і екологія
Багрянокрилі дзьобаки є ендеміками острова Шрі-Ланка. Вони живуть у вологих рівнинних і гірських тропічних лісах, в рідколіссях і на плантаціях. Зустрічаються на висоті до 2100 м над рівнем моря. Живляться жуками, мурахами, їх личинками та іншими безхребетними. Сезон розмноження триває з серпня по квітень.